# Yaritza Reyes
Yaritza Miguelina Reyes Ramírez (sinh ngày 17 tháng 12 năm 1993) là một nữ diễn viên, ca sĩ, người mẫu và quán quân cuộc thi sắc đẹp Dominican, người đã đăng quang cuộc thi Hoa hậu Cộng hòa Dominican năm 2013 và đại diện Cộng hòa Dominican tại Hoa hậu Hoàn vũ năm 2013 được tổ chức tại thủ đô Moscow, Liên bang Nga. Cô cũng đại diện cho Cộng hòa Dominican tham gia cuộc thi Hoa hậu Thế giới năm 2016 được tổ chức tại tại Washington, D.C., Hoa Kỳ.

## Hoa hậu Hoàn vũ 2013
Reyes tham gia cuộc thi Hoa hậu Hoàn vũ lần thứ 62 và dừng chân ở Top 10. Cô là người phụ nữ gốc Phi thứ ba đại diện cho Cộng hòa Dominica tại Hoa hậu Hoàn vũ sau Ruth Ocumárez năm 2002 và Ada de la Cruz năm 2009.

## Hoa hậu Thế giới Cộng hòa Dominican 2016
Tại đêm chung kết Hoa hậu Thế giới Cộng hòa Dominican năm 2016 được tổ chức vào ngày 18 tháng 6 năm 2016, Reyes đã được công bố là người chiến thắng. Sau đó, cô đại diện cho Cộng hòa Dominica tham gia cuộc thi Hoa hậu Thế giới 2016 tại Washington, D.C, Hoa Kỳ.

## Hoa hậu Thế giới 2016
Cô tham dự cuộc thi Hoa hậu Thế giới 2016 được tổ chức vào ngày 18 tháng 12 năm 2016 và đoạt danh hiệu Á hậu 1. Cô cũng nằm trong Top 24 danh hiệu "Beauty with a Purpose" và trong Top 24 của một Cuộc thi Thể thao.